# Норт-Джермани (тауншип, Миннесота)
Норт-Джермани (англ. North Germany) — тауншип в округе Уодина, Миннесота, США. На 2000 год его население составило 327 человек.

## География
По данным Бюро переписи населения США площадь тауншипа составляет 92,7 км², из которых 92,7 км² занимает суша, a вода составляет 0,03 %.

## Демография
По данным переписи населения 2000 года здесь находились 327 человек, 121 домохозяйство и 95 семей.  Плотность населения —  3,5 чел./км².  На территории тауншипа расположено 150 построек со средней плотностью 1,6 построек на один квадратный километр. Расовый состав населения: 98,17 % белых, 0,31 % азиатов, 0,61 % c Тихоокеанских островов и 0,92 % приходится на две или более других рас.
Из 121 домохозяйства в 34,7 % воспитывались дети до 18 лет, в 66,1 % проживали супружеские пары, в 6,6 % проживали незамужние женщины и в 20,7 % домохозяйств проживали несемейные люди. 19,0 % домохозяйств состояли из одного человека, при том 6,6 % из — одиноких пожилых людей старше 65 лет. Средний размер домохозяйства — 2,70, а семьи — 3,05 человека.
25,7 % населения — младше 18 лет, 10,1 % — в возрасте от 18 до 24 лет, 24,5 % — от 25 до 44, 24,5 % — от 45 до 64, и 15,3 % — старше 65 лет. Средний возраст — 38 лет. На каждые 100 женщин приходилось 118,0 мужчин.  На каждые 100 женщин старше 18 приходилось 109,5 мужчин.
Средний годовой доход домохозяйства составлял 29 167 долларов, а средний годовой доход семьи —  30 000 долларов. Средний доход мужчин —  27 813  долларов, в то время как у женщин — 22 679. Доход на душу населения составил 12 998 долларов. За чертой бедности находились 12,0 % семей и 17,9 % всего населения тауншипа, из которых 24,4 % младше 18 и 17,0 % старше 65 лет.